# Briesnitz (statistischer Stadtteil)
Briesnitz mit Stetzsch, Kemnitz, Leutewitz und Altomsewitz ist ein statistischer Stadtteil im Dresdner Stadtbezirk Cotta. Er liegt nordwestlich des Stadtzentrums auf der linken beziehungsweise Altstädter Elbseite.

## Lage
Der statistische Stadtteil Briesnitz wird im Norden und Westen von Cossebaude/Mobschatz/Oberwartha begrenzt. Im Südwesten und Süden grenzen Gompitz/Altfranken sowie Gorbitz-Nord/Neuomsewitz und Gorbitz-Ost an. Östlicher Nachbar ist der statistische Stadtteil Cotta. Im Nordosten trennt die Elbe Briesnitz von Mickten und Kaditz ab.
Die Grenzen des Stadtteils werden neben der Elbe durch die bis 1997 beziehungsweise 1999 existierende westliche Stadtgrenze Dresdens sowie Abschnitte der Gompitzer, Lise-Meitner-, Steinbacher, Gottfried-Keller- und Warthaer Straße gebildet. Briesnitz liegt somit am westlichen Rand des Elbtalkessels hauptsächlich unterhalb und teils auch auf dem Anstieg zum Meißner Hochland.

## Gliederung
Zum statistischen Stadtteil gehören die Gemarkungen Briesnitz, Leutewitz, Stetzsch und Kemnitz sowie der nördliche Teil der Gemarkung Omsewitz (Altomsewitz) mit Burgstädtel. Auch kleine Randgebiete der Gemarkung Cotta werden dazugezählt. Er gliedert sich in folgende sechs statistische Bezirke:
- 981 Stetzsch
- 982 Kemnitz
- 983 Briesnitz-Nord
- 984 Briesnitz-Süd
- 985 Alt-Omsewitz
- 986 Leutewitz

## Verkehr
Im Bereich des statistischen Stadtteils Briesnitz befindet sich die Elbbrücke der A4. An deren Kreuzung mit der B6 liegt die Anschlussstelle Dresden-Altstadt. Die B6, die hier Meißner Landstraße heißt, ist als Ein- und Ausfallstraße in Richtung Meißen die wichtigste Straße des Stadtteils. Von ihr zweigen außerdem die Merbitzer und Warthaer Straße als weitere Hauptstraßen nach Westen ab.
Im Süden des statistischen Stadtteils befindet sich die Straßenbahnendhaltestelle Leutewitz, an der die Linien 1 und 12 beginnen. Außerdem weist Briesnitz insgesamt 34 Bushaltestellen auf. Neben den Dresdner Verkehrsbetrieben bedient auch die Satra Eberhardt GmbH die Haltestellen. Im Stadtteilgebiet liegen ferner zwei Haltepunkte der Bahnstrecke Berlin–Dresden. Briesnitz ist somit insgesamt gut an den ÖPNV angeschlossen.